# فردریک راس جانسون
فردریک راس جانسون (انگلیسی: F. Ross Johnson; ۱۳ دسامبر ۱۹۳۱ – ۲۹ دسامبر ۲۰۱۶) کارآفرین و مدیر اجرایی اهل کانادا بود.